# Кочергино (Красноярский край)
Кочергино́ — село в Курагинском районе Красноярского края. Находится на стыке трёх районов: Курагинского, Минусинского и Каратузского. Находится на автодороге Минусинск — Курагино. Является «воротами» в Каратузский район: в селе начинается автодорога Кочергино — Каратузское, имеющая продолжение до посёлка Танзыбей на трассе «Енисей».
Выделено в 1989 году из Муринского сельсовета.

## История
Образовано Кочергино в 1770 году первыми поселенцами - выходцами из северных губерний Европейской части России. После польского восстания в первой половине 19 века, сюда были сосланы его участники В. Вольский, В. Шавдист, А. Гутовский, А. Лобановский. В 1857 году в селе Кочергино Енисейской губернии был открыт Вознесенский приход. В состав прихода вошло население нескольких близлежащих деревень: Шошино, Мурино, Таскино, Жерлык и Белый Яр.

## Население
| 2010 |
| ---- |
| 888  |

## Русская православная церковь
Вознесенский женский монастырь